# Julio César Rangel
Julio César Rangel Melo (Bogotá, 11 de febrero de 1968) fue un ciclista de ruta colombiano, ganador de la  Vuelta a Costa Rica en 2002 y de la Vuelta de las Américas en 2003.

## Palmarés[3]
1991
- 3º en el Clásico RCN, más una etapa

1995
- 2º en la Vuelta a México

1996
- Vuelta a Boyacá

1997
- Una etapa de la Vuelta a Colombia

1998
- 3º en la Vuelta a Guatemala

1999
- Una etapa de la Vuelta a Costa Rica

2000
- 3º en la Vuelta Independencia Nacional

2001
- 3º en la Vuelta a Costa Rica, más una etapa

2002
- Clásico Ciclístico Banfoandes
- Dos etapas de la Vuelta al Táchira
- 3º en la Vuelta Independencia Nacional
- Clasificación de la montaña y combinada, más una etapa de la Vuelta a Colombia
- Vuelta a Costa Rica, más tres etapas

2003
- Vuelta de las Américas[2]
- 2º en la Vuelta a Guatemala, más una etapa

## Resultados en lasgrandes vueltas
| Carrera         | 1993 |
| Tour de Francia | -    |
| Giro de Italia  | -    |
| Vuelta a España | Ab.  |

## Equipos
- Manzana Postóbon (Aficionado) (1991-1992)
- Gaseosas Glacial (1993)
- Manzana Postóbon (1995-1996)
- Caprecom - Zapatos Kioo’s (1997)
- Petróleos de Colombia - Energía Pura (1998)
- Aguardiente Cristal - Chec (1999)
- Brandy Wine - Fiesta Casino (2000)
- Gobernación del Zulia - Alcaldía de Cabimas (2002)
- Pizza Hut – Tienda El Globo (2002-2003)
- Selección Colombia (2003) (Para la Vuelta de las Américas)
- Gobernación del Zulia - Alcaldía de Cabimas (2004)
- Transportes Romero (2004)